# Нідердорф (Базель-Ланд)
Нідердорф (нім. Niederdorf BL) — громада  в Швейцарії в кантоні Базель-Ланд, округ Вальденбург.

## Географія
Громада розташована на відстані близько 60 км на північний схід від Берна, 9 км на південь від Лісталя.
Нідердорф має площу 4,4 км², з яких на 14,6% дозволяється будівництво (житлове та будівництво доріг), 58,8% використовуються в сільськогосподарських цілях, 26,1% зайнято лісами, 0,5% не є продуктивними (річки, льодовики або гори).

## Демографія
2019 року в громаді мешкало 1846 осіб (+3,6% порівняно з 2010 роком), іноземців було 25%. Густота населення становила 420 осіб/км².
За віковим діапазоном населення розподілялося таким чином: 18,1% — особи молодші 20 років, 59,3% — особи у віці 20—64 років, 22,5% — особи у віці 65 років та старші. Було 784 помешкань (у середньому 2,3 особи в помешканні).
Із загальної кількості 934 працюючих 55 було зайнятих в первинному секторі, 243 — в обробній промисловості, 636 — в галузі послуг.